# Ostrów (gmina)
Ostrów [ˈɔstruf] est une commune rurale de la Voïvodie des Basses-Carpates et du powiat de Ropczyce-Sędziszów. Elle s'étend sur 96,62 km² et comptait 6 806 habitants en 2010.
Elle se situe à environ 3 kilomètres à l'ouest de Ropczyce et à 30 kilomètres à l'ouest de Rzeszów, la capitale régionale.